# 박찬도
박찬도(朴燦都, 1989년 2월 22일 ~ )는 전 KBO 리그 삼성 라이온즈의 외야수이자, 현 KBO 리그 삼성 라이온즈의 외야/주루코치이다.

## 선수 시절

### 삼성 라이온즈시절
2012년에 입단하였다. 주로 백업이나 대주자로 출전했다. 2013년 9월 17일 두산 베어스와의 경기에 출전하며 데뷔 첫 경기를 치렀고, 경기에서 1타수 무안타를 기록했다.

### 경찰 야구단시절
2015년 시즌 후 합격했다. 입대 첫 해부터 주전 자리를 꿰차며 타격상을 수상했다. 2017년 시즌에는 팀의 주장이 됐다.

### 삼성 라이온즈복귀
2017년에 복귀하였다.

#### 2020년시즌
데뷔 첫 홈런을 쳐 냈다. 시즌 2할대 타율, 21안타(1홈런), 5도루를 기록했다. 10월 31일에 정인욱과 함께 방출됐다.

## 야구선수 은퇴 후
2021년부터 2022년까지 삼성 라이온즈의 전력분석원으로 활동했다.
2023년에는 2군 작전주루코치를 맡았고, 2024년부터 1군으로 올라와 3루코치를 맡고 있다.

## 응원가
최강 삼성 라이온즈 박찬도 x3
최강 삼성 라이온즈 박찬도 오오오오

## 출신 학교
- 경기 비산초등학교 (안양시리틀)
- 평촌중학교
- 안산공업고등학교
- 중앙대학교

## 통산 기록
| 연도 | 팀명  | 타율  | 경기 | 타석 | 타수 | 득점 | 안타 | 2루타 | 3루타 | 홈런 | 루타 | 타점 | 도루 | 도실 | 볼넷 | 사구 | 삼진 | 병살 | 실책 |
| ---- | ----- | ----- | ---- | ---- | ---- | ---- | ---- | ----- | ----- | ---- | ---- | ---- | ---- | ---- | ---- | ---- | ---- | ---- | ---- |
| 2013 | 삼성  | 0.000 | 3    | 2    | 1    | 1    | 0    | 0     | 0     | 0    | 0    | 1    | 0    | 0    | 0    | 1    | 0    | 0    | 0    |
| 2014 | 삼성  | 0.500 | 28   | 8    | 8    | 8    | 4    | 0     | 0     | 0    | 4    | 3    | 6    | 2    | 0    | 0    | 2    | 0    | 0    |
| 2015 | 삼성  | 0.213 | 116  | 106  | 89   | 32   | 19   | 2     | 1     | 0    | 23   | 9    | 13   | 6    | 8    | 4    | 25   | 1    | 1    |
| 2018 | 삼성  | 0.233 | 54   | 82   | 73   | 13   | 17   | 4     | 1     | 0    | 23   | 5    | 3    | 3    | 8    | 0    | 28   | 0    | 0    |
| 2019 | 삼성  | 0.281 | 30   | 34   | 32   | 10   | 9    | 1     | 0     | 0    | 10   | 2    | 0    | 1    | 2    | 0    | 10   | 0    | 0    |
| 2020 | 삼성  | 0.219 | 51   | 116  | 96   | 20   | 21   | 5     | 0     | 1    | 29   | 8    | 5    | 1    | 15   | 1    | 22   | 2    | 0    |
| 통산 | 6시즌 | 0.234 | 282  | 348  | 299  | 84   | 70   | 12    | 2     | 1    | 89   | 28   | 27   | 13   | 33   | 6    | 87   | 3    | 1    |